# Dušan Slobodník
Dušan Slobodník (11. dubna 1927 Pezinok – 13. prosince 2001 Bratislava) byl slovenský spisovatel, literární vědec, překladatel a politik HZDS.

## Život
Navštěvoval lidovou školu a později gymnázium ve Zvolenu. V květnu 1944 vstoupil do organizace Hlinkova mládež, jako důvod později uváděl svůj tehdejší zájem zúčastnit se turnaje ve stolním tenisu organizovaného touto organizací. Od 28. února do 10. března 1945 těsně před koncem 2. světové války se účastnil kurzu pro diverzanty vedeného německou tajnou službou v Sekuliach. Sám později uvedl, že do tohoto tábora byl povolán rozkazem a že při první vhodné příležitosti tábor opustil. Těsně před maturitou (22. dubna 1945) byl zatčen sovětskou vojenskou kontrarozvědkou, 19. května 1945 ho sovětský vojenský soud v Novém Městě na Moravě odsoudil podle § 58 odst. 6 sovětského trestního zákona na 15 let nucených prací. Z nich téměř 9 let strávil v několika sovětských pracovních a nemocničních táborech Gulagu.
Po Stalinově smrti byl na základě amnestie propuštěn a v prosinci 1953 byl vrácen na Slovensko. Maturoval v roce 1954, ve studiu pokračoval v letech 1954 až 1958 na Filosofické fakultě Univerzity Komenského v Bratislavě (obor slovenština-ruština). V roce 1958 v době Bacílkovské prověrkové kampaně byl kvůli své minulosti vyloučen ze studií. Dopisem požádal Nejvyšší soud SSSR o rehabilitaci a 1. října 1960 ho Vojenské kolegium NS SSSR plně rehabilitovalo. Studia pak dokončil na Filosofické fakultě Univerzity Karlovy v Praze. Svoje vzpomínky z vězení posléze uveřejnil v knize Paragraf: Polární kruh.
V letech 1962-1965 pracoval v dokumentačním oddělení Výzkumného ústavu kabelů a izolantů v Bratislavě. Pak v letech 1965-1969 v Ústřední knihovně Slovenské akademie věd (SAV) a v období let 1969-1973 působil v Ústavu světové literatury a jazyků SAV, kde získal doktorát z filozofie a obhájil titul kandidát věd. Od roku 1973 až do roku 1990 pracoval v Literárněvědném ústavu SAV. Překládal prozaická, dramatická i literárněvědná díla z angličtiny, francouzštiny a ruštiny. Je autorem monografií Vzťah knižničnej vedy a informatiky (1969), Cesty k poézii (1976) nebo Teória a prax básnického prekladu (1990).
Po roce 1989 se výrazně veřejně angažoval, nejprve jako literární vědec a publicista, po rozdělení Literárněvědného ústavu jako ředitel Ústavu světové literatury Slovenské akademie věd. Při své publicistické činnosti výrazně podporoval politickou linii Vladimíra Mečiara a stal se politikem. Ve volbách roku 1992 byl za HZDS zvolen do Sněmovny lidu. Ve Federálním shromáždění setrval do zániku Československa v prosinci 1992. V červenci 1992 po volbách se Dušan Slobodník stal rovněž slovenským ministrem kultury ve vládě Vladimíra Mečiara. V období červen – září 1992 byl též dočasně pověřen postem ministra školství Slovenské republiky.
V parlamentních volbách na Slovensku roku 1994 byl zvolen poslancem Národní rady Slovenské republiky za HZDS. V letech 1994-1998 zde působil jako předseda zahraničního výboru. Mandát obhájil v parlamentních volbách roku 1998 a v parlamentu setrval do své smrti roku 2001.
V letech 1995-1998 působil jako místopředseda Parlamentního shromáždění Rady Evropy. Byl rovněž členem výkonného výboru UNESCO, členem Mezinárodní asociace literárních kritiků a Evropské unie literátů, vědců a umělců. V roce 1998 získal Řád Andreje Hlinky I. třídy.

### Spor s Ľubomírem Feldekem
V roce 1992 Dušan Slobodník žaloval spisovatele Ľubomíra Feldeka za báseň Dobrú noc, moja milá, v níž se nacházel verš: „esesák sa objal s eštebákom“. Žádal o omluvu a úhradu nemajetkové újmy. Feldek nejprve u Městského soudu uspěl, v roce 1994 ovšem odvolací senát Nejvyššího soudu Slovenské republiky rozsudek zrušil a nařídil Feldekovi zaplatit 250 tisíc slovenských korun, přičemž konstatoval, že báseň je „hrubým osočovaním a znevažovaním života, občianskej cti a osudu a neoprávneným zásahom do osobnosti Dušana Slobodníka“ Později dovolací senát Nejvyššího soudu SR část soudního rozhodnutí zrušil (odstranil nutnost úhrady 250 000 korun), ale zachoval onu část předchozího verdiktu, která Feldekovi nařizovala se omluvit. Rozsudek se stal pravomocným. Feldekův obhájce Ernest Valko podal stížnost k Evropskému soudu pro lidská práva v Štrasburku a ten 12. června 2001 vynesl rozsudek ve prospěch Ľ. Feldeka.

## Dílo (ve slovenštině)
- překlady z angličtiny, ruštiny a francouzštiny – více než 70 knih
- překlad: Michael Crichton: Smrť Andromeda (Tatran Bratislava 1971)
- překlad: John Fowles: Milenka francúzskeho poručíka (Tatran Bratislava 1972)
- překlad: Isaac Asimov: Základňa (1. díl série)
- Stretnutia (Tatran Bratislava 1972)
- Súčasná sovietska próza a poézia, spoluautor: Vladimír Čerevka (Obzor Bratislava 1975)
- Cesty k poézii (Tatran Bratislava 1976)
- Autori, diela, problémy (Asocace organizací spisovatelů Slovenska Bratislava 1977)
- Genéza a poetika science fiction (Mladé letá Bratislava 1980)
- Cesty k poézii (1976)
- Cesty k próze (Tatran Bratislava 1981)
- Kontext slovenskej poézie (Tatran Bratislava 1985)
- Súradnice poézie (Asociace organizací spisovatelů Slovenska Bratislava 1985)
- Vedecké a literárne poznanie (Pravda Bratislava 1988)
- Teória a prax básnického prekladu (Asociace organizací spisovatelů Slovenska Bratislava 1990)
- Proti sedemhlavému drakovi, z dejín zápasu za Slovensko (Spolek slovenských spisovatelů Bratislava 1998)
- Zámery iredenty v plnej nahote (spoluautor, Kubko Goral Bratislava 1999)
- Paragraf: Polárny kruh (autobiografia, Slovenský spisovatel Bratislava 1991, druhé vydání Tatramedial v roce 2001)
- Hra o Slovensko (JUGA Bratislava 2000) (Úryvek)